# Общероссийский математический портал
Общероссийский математический портал (Math-Net.Ru) — портал, предоставляющий различные возможности в поиске информации о математической жизни в России. Доступ к собранной на портале информации свободный, за исключением файлов с полными текстами статей. Решение о доступе к этим файлам принимается отдельно для каждого издания.

## Разделы
Портал содержит разделы: журналы, персоналии, организации, семинары, видеотека, конференции.
Раздел «Журналы» — ключевой компонент портала. Он объединяет более 100 журналов по математике, информатике, физике и химии. Журналы в портале имеют импакт-фактор Math-Net.Ru.

## История
Создан в 2006 году и развивается Математическим институтом им. В. А. Стеклова Российской академии наук. Предшественником портала являлась база данных «Директория российских математиков», созданная в конце 1980-х годов по просьбе Американского математического общества для включения в международный справочник World Directory of Mathematicians. Эта база данных вошла в портал как её составная часть.
Созданием и развитием портала занимается созданный в 2003 году Сектор компьютерных сетей и информационных технологий МИАН, а с 2011 года — Отдел компьютерных сетей и информационных технологий МИАН.